# غازي بك
غازي بك هو الشروانشاه الثامن والثلاثين، خلف شقيقه بهرام بك عام 1501. كانت فترة حكمه بأكملها خلال حصار دام ستة أشهر لباكو من قبل الشاه الصفوي إسماعيل الأول. كما كان حاكمًا ضعيفًا، ولم يحكم سوى باكو وساليان ومحمود آباد لفترة وجيزة. وعلى رغم أنه قاوم الحصار الصفوي لمدة 6 أشهر، إلا أنه أعدم مبعوثي إسماعيل ودرغا الذين نصحوه بالصلح. وأُجبر على التخلي عن المدينة بعد اقتحام الجيش الصفوي لباكو. وقُتل على يد ابنه سلطان محمود في نفس العام.